# Ambasciatore degli Stati Uniti d'America in Germania
Gli Stati Uniti intrattengono relazioni diplomatiche con la Germania ed il suo principale predecessore, il Regno di Prussia, dal 1835. Queste relazioni vennero interrotte due volte (dal 1917 al 1921 e dal 1941 al 1955) mentre la Germania e gli Stati Uniti erano in guerra e per un periodo di continuazione in seguito.
Prima del 1835, gli Stati Uniti e la Prussia si riconoscevano ma non si scambiavano rappresentanti, tranne per un breve periodo in cui John Quincy Adams venne accreditato presso la corte prussiana dal 1797 al 1801.
Il presidente Joe Biden ha nominato poi il rettore dell'Università della Pennsylvania e filosofo politico Amy Gutmann per la posizione il 2 luglio 2021; con un voto di 54-42, è stata confermata dal Senato l'8 febbraio 2022. Ha presentato le sue credenziali al presidente tedesco Frank-Walter Steinmeier il 17 febbraio 2022.

## Ambasciatori degli Stati Uniti in Germania
Questo è un elenco dei principali agenti diplomatici statunitensi in Prussia, Germania e Germania Ovest (la Repubblica Federale Tedesca), il loro grado diplomatico e l'effettivo inizio e fine del loro servizio in Germania.

### Capi della delegazione statunitense a Berlino (1797-1801)
| Nome e titolo               | Ritratto | Presentazione e credenziali | Termine della missione |
| --------------------------- | -------- | --------------------------- | ---------------------- |
| John Quincy Adams, ministro |          | 5 dicembre 1797             | 5 maggio 1801          |

### Capi della delegazione statunitense a Berlino (1835-1848)
| Nome e titolo                    | Ritratto | Presentazione e credenziali | Termine della missione |
| -------------------------------- | -------- | --------------------------- | ---------------------- |
| Henry Wheaton, chargé d'affaires |          | 9 giugno 1835               | 29 settembre 1837      |
| Henry Wheaton, inviato           |          | 29 settembre 1837           | 18 luglio 1846         |
| Andrew Jackson Donelson, inviato |          | 18 luglio 1846              | 13 settembre 1848      |

### Capi della delegazione statunitense a Francoforte
| Nome e titolo                    | Ritratto | Presentazione e credenziali | Termine della missione |
| -------------------------------- | -------- | --------------------------- | ---------------------- |
| Andrew Jackson Donelson, inviato |          | 13 settembre 1848           | 2 novembre 1849        |

### Capi della delegazione statunitense a Berlino (1849-1893)
| Nome e titolo                  | Ritratto | Presentazione e credenziali | Termine della missione |
| ------------------------------ | -------- | --------------------------- | ---------------------- |
| Edward A. Hannegan, inviato    |          | 30 giugno 1849              | 13 gennaio 1850        |
| Daniel D. Barnard, inviato     |          | 10 dicembre 1850            | 21 settembre 1853      |
| Peter D. Vroom, inviato        |          | 4 novembre 1853             | 10 agosto 1857         |
| Joseph A. Wright, inviato      |          | 3 settembre 1857            | 1º luglio 1861         |
| Norman B. Judd, inviato        |          | 1º luglio 1861              | 3 settembre 1865       |
| Joseph A. Wright, inviato      |          | 3 settembre 1865            | 11 maggio 1867         |
| George Bancroft, inviato       |          | 28 agosto 1867              | 30 giugno 1874         |
| J. C. Bancroft Davis, inviato  |          | 28 agosto 1874              | 26 settembre 1877      |
| Bayard Taylor, inviato         |          | 7 maggio 1878               | 19 dicembre 1878       |
| Andrew D. White, inviato       |          | 19 giugno 1879              | 15 agosto 1881         |
| Aaron A. Sargent, inviato      |          | 18 maggio 1882              | 6 giugno 1884          |
| John A. Kasson, inviato        |          | 10 settembre 1884           | 21 giugno 1885         |
| George H. Pendleton, inviato   |          | 21 giugno 1885              | 25 aprile 1889         |
| William Walter Phelps, inviato |          | 26 settembre 1889           | 4 giugno 1893          |
| Theodore Runyon, inviato       |          | 4 giugno 1893               | 26 ottobre 1893        |

### Capi dell'ambasciata statunitense a Berlino (1893-1917)
| Nome e titolo                     | Ritratto | Presentazione e credenziali | Termine della missione |
| --------------------------------- | -------- | --------------------------- | ---------------------- |
| Theodore Runyon, ambasciatore     |          | 26 ottobre 1893             | 27 gennaio 1896        |
| Edwin F. Uhl, ambasciatore        |          | 3 maggio 1896               | 8 giugno 1897          |
| Andrew D. White, ambasciatore     |          | 12 giugno 1897              | 27 novembre 1902       |
| Charlemagne Tower, ambasciatore   |          | 19 dicembre 1902            | 8 giugno 1908          |
| David Jayne Hill, ambasciatore    |          | 14 giugno 1908              | 2 settembre 1911       |
| John G. A. Leishman, ambasciatore |          | 24 ottobre 1911             | 4 ottobre 1913         |
| James W. Gerard, ambasciatore     |          | 29 ottobre 1913             | 5 febbraio 1917        |

### Capi dell'ambasciata statunitense a Berlino (1921-1941)
| Nome e titolo                          | Ritratto | Presentazione e credenziali | Termine della missione |
| -------------------------------------- | -------- | --------------------------- | ---------------------- |
| Ellis Loring Dresel, chargé d'affaires |          | 10 dicembre 1921            | 18 aprile 1922         |
| Alanson B. Houghton, ambasciatore      |          | 22 aprile 1922              | 21 febbraio 1925       |
| Jacob Gould Schurman, ambasciatore     |          | 29 giugno 1925              | 21 gennaio 1930        |
| Frederic M. Sackett, ambasciatore      |          | 12 febbraio 1930            | 24 marzo 1933          |
| William E. Dodd, ambasciatore          |          | 30 agosto 1933              | 29 dicembre 1937       |
| Hugh R. Wilson, ambasciatore           |          | 3 marzo 1938                | 16 novembre 1938       |
| Alexander C. Kirk, chargé d'affaires   |          | maggio 1939                 | ottobre 1940           |
| Leland B. Morris, chargé d'affaires    |          | ottobre 1940                | 11 dicembre 1941       |

### Capi dell'ambasciata statunitense a Berlino (1955-1999)
| Nome e titolo                          | Ritratto | Presentazione e credenziali | Termine della missione |
| -------------------------------------- | -------- | --------------------------- | ---------------------- |
| James B. Conant, ambasciatore          |          | 14 maggio 1955              | 19 febbraio 1957       |
| David K. E. Bruce, ambasciatore        |          | 17 aprile 1957              | 29 ottobre 1959        |
| Walter C. Dowling, ambasciatore        |          | 3 dicembre 1959             | 21 aprile 1963         |
| George C. McGhee, ambasciatore         |          | 18 maggio 1963              | 21 maggio 1968         |
| Henry Cabot Lodge Jr., ambasciatore    |          | 27 maggio 1968              | 14 gennaio 1969        |
| Kenneth Rush, ambasciatore             |          | 22 luglio 1969              | 20 febbraio 1972       |
| Martin J. Hillenbrand, ambasciatore    |          | 27 giugno 1972              | 18 ottobre 1976        |
| Walter J. Stoessel Jr., ambasciatore   |          | 27 ottobre 1976             | 5 gennaio 1981         |
| Arthur F. Burns, ambasciatore          |          | 30 giugno 1981              | 16 maggio 1985         |
| Richard R. Burt, ambasciatore          |          | 16 settembre 1985           | 17 febbraio 1989       |
| Vernon A. Walters, ambasciatore        |          | 24 aprile 1989              | 18 agosto 1991         |
| Robert Michael Kimmitt, ambasciatore   |          | 5 settembre 1991            | 28 agosto 1993         |
| Richard Holbrooke, ambasciatore        |          | 19 ottobre 1993             | 12 settembre 1994      |
| Charles E. Redman, ambasciatore        |          | 31 ottobre 1994             | 17 giugno 1996         |
| James D. Bindenagel, chargé d'affaires |          | 17 giugno 1996              | 10 settembre 1997      |
| John C. Kornblum, ambasciatore         |          | 10 settembre 1997           | 7 luglio 1999          |

### Capi dell'ambasciata statunitense a Berlino (1999-presente)
| Nome e titolo                      | Ritratto | Presentazione e credenziali | Termine della missione |
| ---------------------------------- | -------- | --------------------------- | ---------------------- |
| John C. Kornblum, ambasciatore     |          | 7 luglio 1999               | 16 gennaio 2001        |
| Daniel R. Coats, ambasciatore      |          | 12 settembre 2001           | 25 febbraio 2005       |
| William R. Timken, ambasciatore    |          | 2 settembre 2005            | 5 dicembre 2008        |
| John M. Koenig, chargé d'affaires  |          | 6 dicembre 2008             | 2 settembre 2009       |
| Philip D. Murphy, ambasciatore     |          | 3 settembre 2009            | 26 agosto 2013         |
| John B. Emerson, ambasciatore      |          | 26 agosto 2013              | 20 gennaio 2017        |
| Kent Logsdon, chargé d'affaires    |          | 20 gennaio 2017             | 8 maggio 2018          |
| Richard Grenell, ambasciatore      |          | 8 maggio 2018               | 1º giugno 2020         |
| Robin Quinville, chargé d'affaires |          | 1º giugno 2020              | 17 febbraio 2022       |
| Amy Gutmann, ambasciatore          |          | 17 febbraio 2022            | In carica              |